# 2008년 하계 올림픽 태권도
제29회 하계 올림픽 태권도 경기는 2008년 8월 20일부터 8월 23일까지 중화인민공화국 베이징 과학기술대 체육관에서 열렸다. 남자와 여자 각 네 체급으로 나뉘어 진행된 이 대회에는 남여 각 64명 총 128명의 선수가 참가했다.
대한민국의 출전한 4명의 선수 중에서 4명이 모두 금메달을 땄다. 하디 사에이는 80kg급에서 지난 번 과는 다른 체급으로 2연패를 이루었고, 알렉산드로스 니콜라이디스는 지난 대회에서 문대성에게 KO패를 당한데 이어 차동민에게 5 : 4로 역전패 당해 지난 대회에 이어 은메달을 따냈다. 아프가니스탄의 로훌라 니크파이는 조국에 첫 번째 메달을 안겼다.

## 메달 집계
| 순위 | 국가              | 금메달 | 은메달 | 동메달 | 합계 |
| ---- | ----------------- | ------ | ------ | ------ | ---- |
| 1    | 대한민국          | 4      | 0      | 0      | 4    |
| 2    | 멕시코            | 2      | 0      | 0      | 2    |
| 3    | 중화인민공화국    | 1      | 0      | 1      | 2    |
| 4    | 이란              | 1      | 0      | 0      | 1    |
| 5    | 미국              | 0      | 1      | 2      | 3    |
| 6    | 터키              | 0      | 1      | 1      | 2    |
| 7    | 캐나다            | 0      | 1      | 0      | 1    |
| 7    | 도미니카 공화국   | 0      | 1      | 0      | 1    |
| 7    | 그리스            | 0      | 1      | 0      | 1    |
| 7    | 이탈리아          | 0      | 1      | 0      | 1    |
| 7    | 노르웨이          | 0      | 1      | 0      | 1    |
| 7    | 타이              | 0      | 1      | 0      | 1    |
| 13   | 차이니스 타이베이 | 0      | 0      | 2      | 2    |
| 13   | 크로아티아        | 0      | 0      | 2      | 2    |
| 15   | 아프가니스탄      | 0      | 0      | 1      | 1    |
| 15   | 브라질            | 0      | 0      | 1      | 1    |
| 15   | 쿠바              | 0      | 0      | 1      | 1    |
| 15   | 프랑스            | 0      | 0      | 1      | 1    |
| 15   | 영국              | 0      | 0      | 1      | 1    |
| 15   | 카자흐스탄        | 0      | 0      | 1      | 1    |
| 15   | 나이지리아        | 0      | 0      | 1      | 1    |
| 15   | 베네수엘라        | 0      | 0      | 1      | 1    |
| 합계 | 합계              | 8      | 8      | 16     | 32   |

### 남자
| 종목                    | 금                           | 은                                        | 동                                 |
| ----------------------- | ---------------------------- | ----------------------------------------- | ---------------------------------- |
| 플라이급 (58 kg) 자세히 | 기예르모 페레스 멕시코 (MEX) | 가브리엘 메르세데스 도미니카 공화국 (DOM) | 로훌라 니크파이 아프가니스탄 (AFG) |
| 플라이급 (58 kg) 자세히 | 기예르모 페레스 멕시코 (MEX) | 가브리엘 메르세데스 도미니카 공화국 (DOM) | 주무옌 차이니스 타이베이 (TPE)     |
| 라이트급 (68 kg) 자세히 | 손태진 대한민국 (KOR)        | 마크 로페스 미국 (USA)                    | 세르베트 타제귈 터키 (TUR)         |
| 라이트급 (68 kg) 자세히 | 손태진 대한민국 (KOR)        | 마크 로페스 미국 (USA)                    | 쑹위치 차이니스 타이베이 (TPE)     |
| 미들급 (80 kg) 자세히   | 하디 사에이 이란 (IRI)       | 마우로 사르미엔토 이탈리아 (ITA)          | 주궈 중화인민공화국 (CHN)          |
| 미들급 (80 kg) 자세히   | 하디 사에이 이란 (IRI)       | 마우로 사르미엔토 이탈리아 (ITA)          | 스티븐 로페스 미국 (USA)           |
| 헤비급 (+80 kg) 자세히  | 차동민 대한민국 (KOR)        | 알렉산드로스 니콜라이디스 그리스 (GRE)    | 치카 추크우메리제 나이지리아 (NGR) |
| 헤비급 (+80 kg) 자세히  | 차동민 대한민국 (KOR)        | 알렉산드로스 니콜라이디스 그리스 (GRE)    | 아르만 칠마노프 카자흐스탄 (KAZ)   |

### 여자
| 종목                    | 금                             | 은                         | 동                                 |
| ----------------------- | ------------------------------ | -------------------------- | ---------------------------------- |
| 플라이급 (49 kg) 자세히 | 우징위 중화인민공화국 (CHN)    | 붓리 프앗퐁 타이 (THA)     | 다이넬리스 몬테호 쿠바 (CUB)       |
| 플라이급 (49 kg) 자세히 | 우징위 중화인민공화국 (CHN)    | 붓리 프앗퐁 타이 (THA)     | 달리아 콘트레라스 베네수엘라 (VEN) |
| 라이트급 (57 kg) 자세히 | 임수정 대한민국 (KOR)          | 아지지 탄르쿨루 터키 (TUR) | 다이애나 로페스 미국 (USA)         |
| 라이트급 (57 kg) 자세히 | 임수정 대한민국 (KOR)          | 아지지 탄르쿨루 터키 (TUR) | 마르티나 주브치 크로아티아 (CRO)   |
| 미들급 (67 kg) 자세히   | 황경선 대한민국 (KOR)          | 카린 세르제리 캐나다 (CAN) | 글라디스 에팡그 프랑스 (FRA)       |
| 미들급 (67 kg) 자세히   | 황경선 대한민국 (KOR)          | 카린 세르제리 캐나다 (CAN) | 산드라 샤리치 크로아티아 (CRO)     |
| 헤비급 (+67 kg) 자세히  | 마리아 에스피노사 멕시코 (MEX) | 니나 솔헤임 노르웨이 (NOR) | 세라 스티븐슨 영국 (GBR)           |
| 헤비급 (+67 kg) 자세히  | 마리아 에스피노사 멕시코 (MEX) | 니나 솔헤임 노르웨이 (NOR) | 나탈리아 팔라비냐 브라질 (BRA)     |

## 논란
80kg 이상급 남자 부문 동메달 결정전에서 카자스흐탄 선수 아만 칠마노브를 상대하던, 쿠바의 앙헬 마토스 선수는, 발가락에 부상을 당해 지연시간이 지나 심판이 카자흐스탄 선수의 승리를 선언할려다, 얼굴을 가격하여, 국제 태권도 연맹에서 영구 제명당했다.